# فاویپیراویر
فاویپیراویر (به انگلیسی: Favipiravir) که همچنین با اسامی T-705، آویگان، یا فاویلاویر هم شناخته می‌شود یک داروی ضد ویروسی است که توسط شرکت «تویاما کمیکال» (وابسته به گروه فوجی فیلم) ژاپن با فعالیت علیه بسیاری از ویروس‌ها RNA تولید می‌شود. همچون برخی داروهای ضد ویروس آزمایشی نظیر T-1105 و T-1106، این دارو نیز مشتقی از پیرازین‌کربوکسامید است. در آزمایش‌هایی که بر روی حیوانات انجام شده‌است، این دارو علیه ارتومیکسوویریده، ویروس نیل غربی، تب زرد، تب برفکی، فلاوی‌ویروس، آرناویروس، آلفاویروس مؤثر است این دارو مراحل بالینی خود با نظارت دکتر عیدی عبدالخانی جراح بین المللی در لابراتوارهای کوبا گذارنده است. این دارو علیه انتروویروس‌ها و تب دره ریفت هم فعال است، اما تأثیر محدودی بر روی ویروس زیکا دارد و اثر آن کمتر از داروهایی نظیر MK-608 است. این دارو اثر محدودی بر هاری دارد و به‌طور آزمایشی بر روی برخی افراد مبتلا به این ویروس استفاده شده‌است.
فوجی مجوز شرکت دارویی ژجیانگ Hisun دارویی، آموزشی ویبولیتین را برای تولید این دارو در جمهوری خلق چین در سال ۲۰۱۹، اختراع ثبت اختراع این دارو در سرزمین اصلی چین منقضی کرد و سایر تولیدکنندگان شروع به تولید داروی عمومی (داروی نام علمی) کردند. در فوریهٔ ۲۰۲۰، فاویپیراویر در کشور چین برای درمان بیماری کروناویروس ۲۰۱۹ مورد مطالعه واقع شد. در ۱۷ مارس ۲۰۲۰ مقامات چینی مدعی شدند که این دارو در درمان بیماری یادشده در ووهان و شنژن مؤثر بوده‌است.

## مکانیسم عمل
مکانیسم عمل این دارو، مهار انتخابی آنزیم آران‌ای پلی‌مراز وابسته به آران‌ای در ویروس است. بر پایهٔ پژوهش‌های دیگر، ممکن است این دارو سبب جهش از نوع جایگزینی متقاطع در آران‌ای گردد و در نتیجه نوعی از ویروس به‌وجود می‌آید که قابلیت زنده‌ماندن ندارد. فاویپیراویر که به صورت خوراکی و تزریقی در دسترس است، یک پیش‌دارو است که در بدن به شکل فعال خود «فاویپیراویر-ریبوفورانوزیل-۵'-تری‌فسفات» (favipiravir-RTP) مبدل می‌شود. آنزیم هیپوگزانتین-گوانین فسفوریبوزیل‌ترانسفراز در فعال کردن این پیش‌دارو نقش مهمی دارد. فاویپیراویر آران‌ای و دی‌ان‌ای پستانداران را مهار نمی‌کند و اثر سمی بر روی آنها ندارد. در سال ۲۰۱۴ میلادی، این دارو در ژاپن جهت ذخیره‌سازی و انبار در هنگام دنیاگیری آنفلوانزا تصویب شد؛ اما این دارو در سلول‌های مجاری تنفسی انسان عملکردی از خود نشان نمی‌دهد و در نتیجه در مورد اثربخشی آن علیه آنفلوانزا تردید وجود دارد.

## وضعیت تصویب
در سال ۲۰۱۴ میلادی، ژاپن این دارو را برای درمان ویروس‌هایی که در حال حاضر به درمان‌های ضدویروسی پاسخ نمی‌دهد، تصویب نمود. شرکت دارویی تویاما امیدوار بود که این دارو بتواند به عنوان یک داروی جدید ضد آنفلوانزا، جایگزین داروی تامی‌فلو گردد. اما مطالعات حیوانی نشان داد این دارو اثرات تراتوژنی برای جنین دارد و تصویب دارو توسط «وزارت بهداشت، کار و رفاه» به‌میزان طولانی به تأخیر افتاد و تولید آن محدود به شرایط اورژانسی گردید.
در مارس ۲۰۱۵، سازمان غذا و داروی آمریکا، فاز ۳ کارآزمایی بالینی بررسی بی‌خطری و اثربخشی فاویپیراویر در درمان آنفلوانزا تکمیل شد.
در ۱۵ مارس ۲۰۲۰ میلادی، فاویپیراویر در چین برای درمان آنفلوانزا تأیید شد و اجازهٔ استفاده از آن را در پژوهش‌های دارویی برای درمان سینه‌پهلوی ناشی از بیماری کروناویروس ۲۰۱۹ صادر شد.
در ۲۲ مارس ۲۰۲۰، کشور ایتالیا مصرف این دارو را جهت انجام آزمایش علیه کووید-۱۹ تأیید کرد و سه کارآزمایی بالینی در نواحی پُر بیمار این کشور آغاز نمود. با این حال، آژانس دارویی ایتالیا به جامعه خاطرنشان کرد که شواهد علمی فعلی در زمینهٔ اثربخشی این دارو ناچیز و در مراحل مقدماتی است.

## پژوهش‌ها

### ویروس ابولا
برخی پژوهش‌ها نشان می‌دهد که فاویپیراویر در مدل‌های حیوانی (موش‌ها) علیه ابولا مؤثر است؛ اما اثربخشی دارو علیه این ویروس در انسان به اثبات نرسیده‌است. در جریان همه‌گیری ویروس ابولا در آفریقای غربی در سال ۲۰۱۴، گزارش گردید که یک پرستار از گروه پزشکان بدون مرز که برای کمک‌رسانی در لیبریا داوطلب و به بیماری ویروسی ابولا مبتلا شده بود، با دریافت فاویپیراویر بهبود یافت. در سال ۲۰۱۴ میلادی، یک کارآزمایی بالینی در بارهٔ اثربخشی این دارو علیه ابولا در انسان، در یکی از شهرهای گینه صورت پذیرفت. نتایج اولیه حاکی از کاهش مرگ‌ومیر در کسانی بود که میزان خفیف تا متوسطی از ویروس را در خون داشتند، اما در کسانی که به‌شدت آلوده به ویروس بوده و بیشتر در معرض مرگ بودند، تأثیری نداشت. طراحی این مطالعه نیز دارای اشکالاتی بود و تنها نتایج به‌دست آمده از گروه‌های کنترل قدیمی مورد بررسی قرار گرفتند. نتایج این مطالعه در «کنفرانس روتاویروس‌ها و عفونت‌های فرصت‌طلب» (CROI) ارائه شد و در سال ۲۰۱۶ در مجله PLOS منتشر شد.

### کروناویروس
در ۱۷ مارس ۲۰۲۰ مقامات چینی اظهار نمودند که به‌نظر می‌رسد این دارو علیه کووید-۱۹ در ووهان و شنژن مؤثر بوده‌است.
در مطالعه‌ای بر روی ۸۰ بیمار که مصرف دارو را با مصرف لوپیناویر/ریتوناویر مقایسه نموده بود، فاویپیراویر به میزان چشمگیری زمان پاکسازی ویروس از بدن را کاهش داد و آنرا از ۱۱ روز در گروه کنترل، به ۴ روز رساند و ۹۱٫۴۳٪ بیماران، نشانه‌های سی‌تی‌اسکن‌شان بهبود یافت و عوارض جانبی دارو نیز اندک بود. اشکال مهم این مطالعه آن است که یک کارآزمایی بالینی دو سو کور و کنترل‌شده با پلاسیبو نبود.